# Мота Вале (Беневенто)
Мота Вале је насеље у Италији у округу Беневенто, региону Кампанија.
Према процени из 2011. у насељу је живело 41 становника. Насеље се налази на надморској висини од 187 м.